# Rantau Limau Kapas
Rantau Limau Kapas is een bestuurslaag in het regentschap Merangin van de provincie Jambi, Indonesië. Rantau Limau Kapas telt 719 inwoners (volkstelling 2010).